# Boris Martinović
Martinović Boris, pjevač, basbariton, rođen je 27. kolovoza 1955.godine u Zadru.

## Životopis
U ranoj mladosti s 13 godina seli se s roditeljima u New Yok, gdje završava studij glazbe na Juilliardu. Na scenu međunarodnu dolazi 1977. godine. Nastupao je po Europi po najprestižnijim scenama, osvaja Parišku operu i druge kazališne kuće. U zadnje vrijeme je umjetnički direktor u Perugi, te i Prima Vera opere u Los Angelesu. Svoju karijeru obogaćuje suradnjom s velikim pjevačima i dirigentima, te nastupima s Tri tenora, Domingom, Carrerasom i Pavarottijem, kao i sa slavno poznatim pjevačima, Mirellom Freni, Montserrat Caballé i Denyce Graves. 

U Zadru,  2021. godine pokreće, Operno ljetnu školu za solo pjevanje.  Ljetna škola je održana na otoku Ugljanu na kojoj je prisustvovao i operni dirigent Marco Balderi iz Italije.